# Myristica xylocarpa
Myristica xylocarpa là một loài thực vật thuộc họ Myristicaceae. Đây là loài đặc hữu của quần đảo Solomon.